# Kenyah

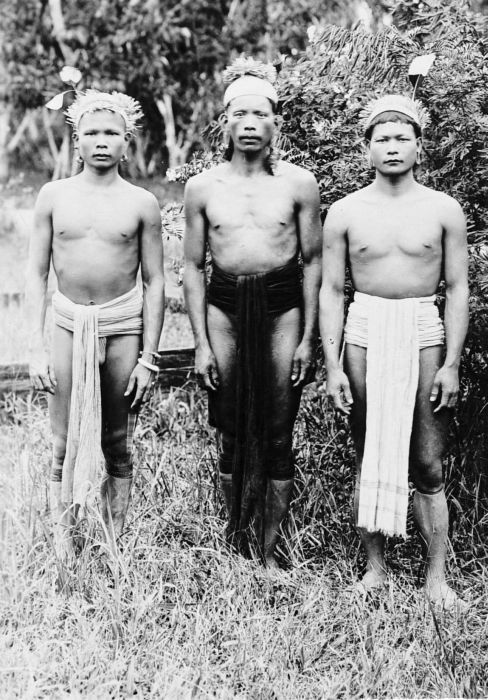
Drei Kenyah-Männer 1921–1922. Tropenmuseum in Amsterdam

Die Kenyah sind eine zu den Dayak gehörende Volksgruppe auf der Insel Borneo. Sie leben in den abgelegenen Regionen an den Flüssen Baram und Belaga im zu Malaysia gehörenden Bundesstaat Sarawak und dem zu Indonesien gehörenden Kalimantan.
Die Kenyah werden oft mit den Kayan zu der ethnischen Bahau-Gruppe zusammengefasst. Außerdem werden sie in Sarawak zu den orang ulu (flussaufwärts, im Landesinnern lebende Menschen) gezählt. Die Grundlagen ihrer Kultur ähneln im Wesentlichen dem anderer Dayak-Völker auf Borneo. Sie leben traditionellerweise in ihrer Variante des auf ganz Borneo verbreiteten Langhauses an Flussufern und bauen Trockenreis auf Ackerflächen an, die mittels Brandrodung aus Dschungel gewonnen werden, was zu Wanderfeldbau führt.
Ihre Sprache gehört zu der etwa 16 Sprachen umfassenden Gruppe der Kayan-Murik-Sprachen und gehört damit zu den malayo-polynesische Sprachen, einem Sprachzweig der austronesischen Sprachfamilie.

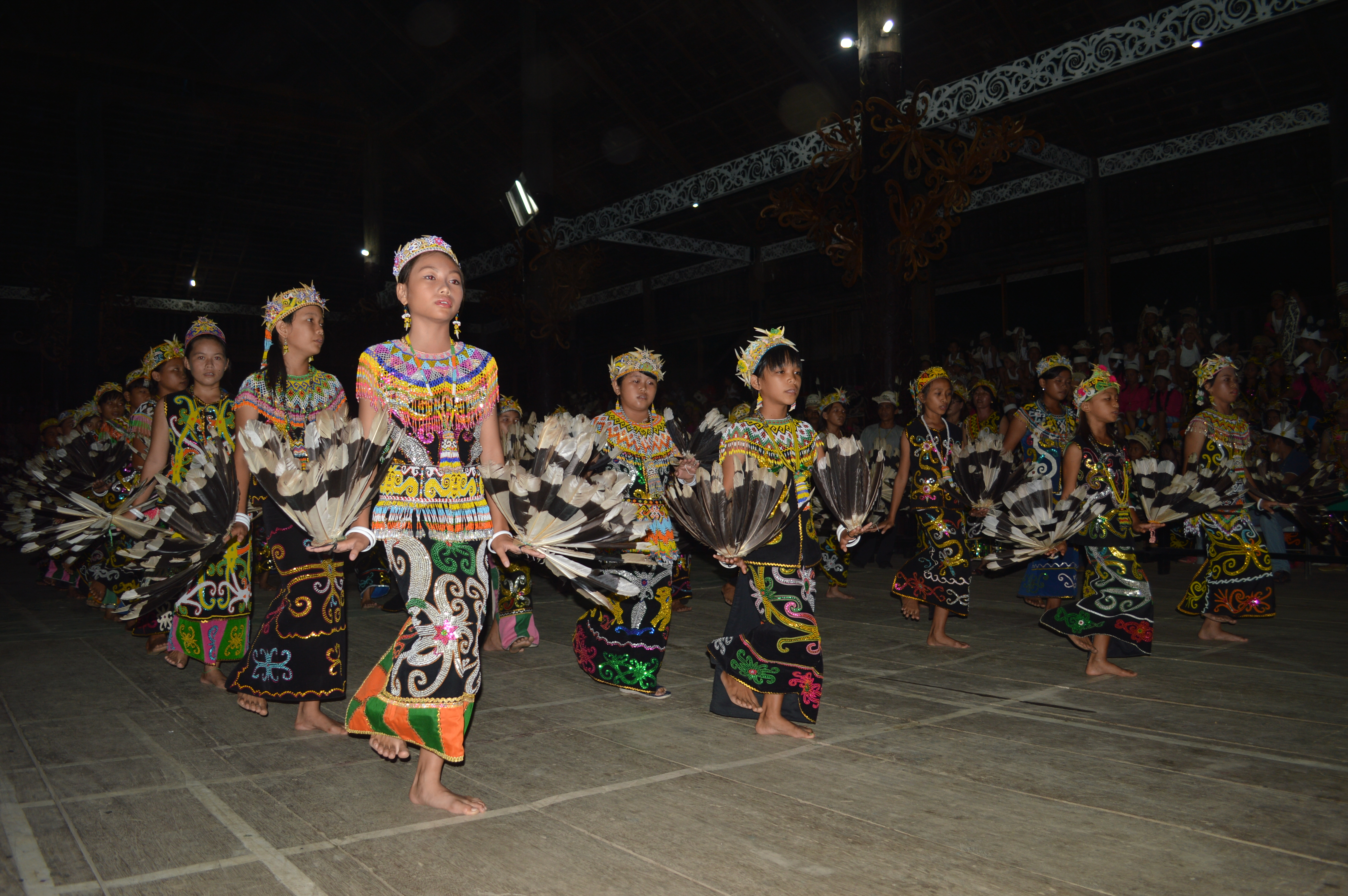
Mecaq Undat-Tanz von Mädchen als Erntedankzeremonie nach der Reisernte. Regierungsbezirk Kutai Kartanegara, 2014